# Dominik Bieler
Dominik Bieler (24 september 2001) is een Zwitsers voormalig baan- en wielrenner.
Tijdens de Europese kampioenschappen baanwielrennen van 2020 behaalde Bieler met de Zwitserse ploeg een derde plaats op de ploegenachtervolging.

## Belangrijkste overwinningen

### Wegwielrennen
2019
 Zwitsers kampioenschap op de weg, junioren

### Baanwielrennen
| Jaar     | ZK                                                       | EK                                | WK       | Overig   |
| Junioren | Junioren                                                 | Junioren                          | Junioren | Junioren |
| -------- | -------------------------------------------------------- | --------------------------------- | -------- | -------- |
| 2018     | omnium                                                   |                                   |          |          |
| 2019     |                                                          |                                   |          |          |
| 2020     |                                                          | 4e ploegenachtervolging           |          |          |
| 2021     |                                                          |                                   |          |          |
| 2022     |                                                          |                                   |          |          |
| 2023     |                                                          | 6e ploegenachtervolging 8e omnium |          |          |
| Elite    |                                                          |                                   |          |          |
| 2018     | 10e tijdrit                                              |                                   |          |          |
| 2019     | 4e tijdrit                                               |                                   |          |          |
| 2020     | 4e puntenkoers 5e afvalkoers 6e scratch 8e achtervolging | ploegenachtervolging              |          |          |
| 2021     | omnium · 4e koppelkoers                                  |                                   |          |          |
| 2022     | tempo                                                    | 10e scratch                       |          |          |
| 2023     | scratch · 6e afvalkoers · 6e omnium · 8e koppelkoers     | 18e afvalkoers                    |          |          |